# دار المناصير

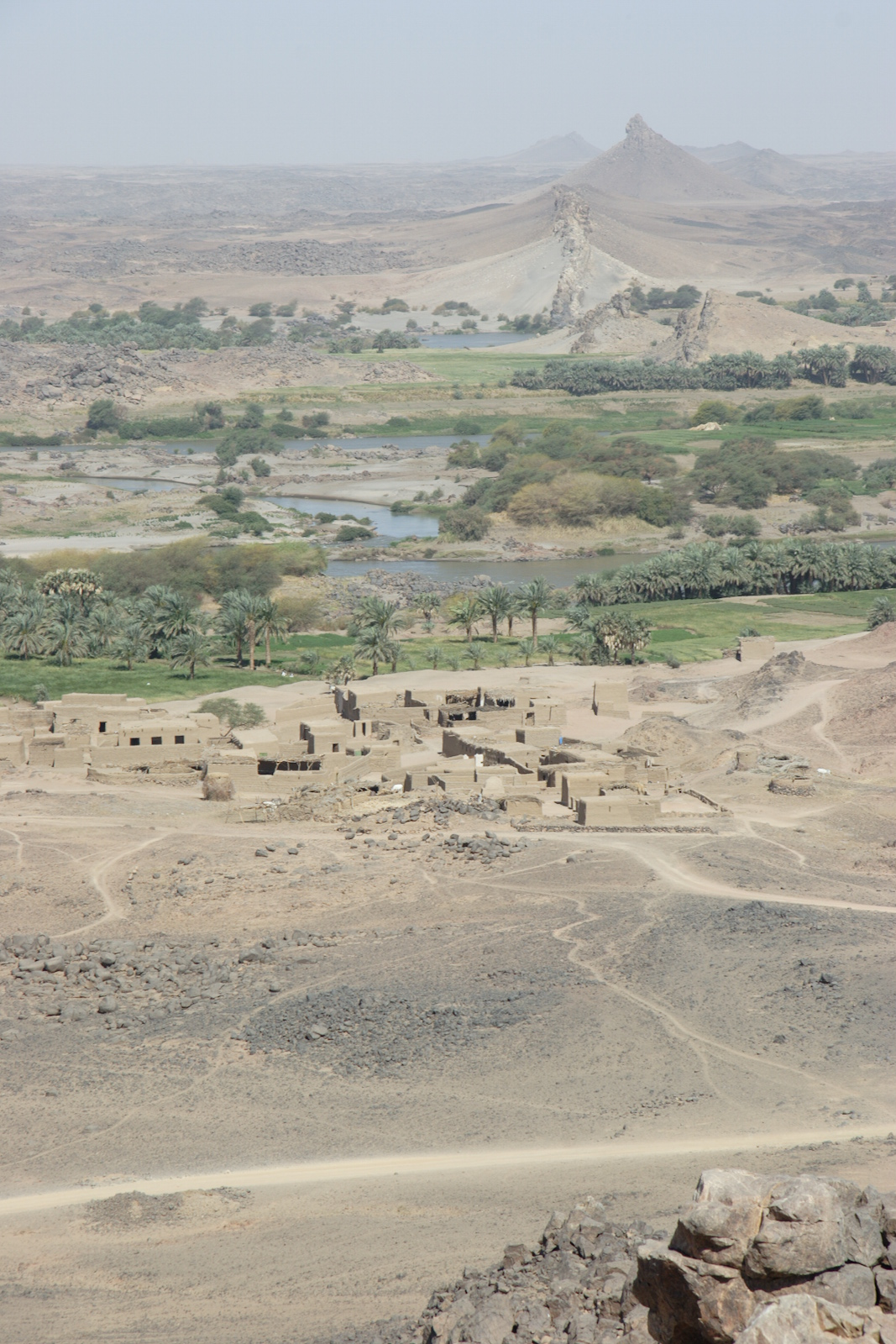
دار المناصير كما تبدو من قمة جبل موسى

دار المناصير هي منطقة شلال النيل الرابع ، وهو أكثر منحدرات نهر النيل صعوبة في العبور. وهي موطن قبيلة المناصير العربية ومنهم حصلت على اسمها. وحتى يومنا هذا، لا يمكن لأي قوارب كبيرة عبور المنحدرات المائية، مما يجعل الوصول إلى المنطقة فقط عبر مسار صحراوي رملي وصخري.
عند ذروة جزيرة مقرات (19°30' شمالاً)، ينقطع نهر النيل عن مساره الشمالي ويتخذ منعطفًا حادًا جنوب غرب لمسافة 280 كيلومترًا قبل أن يواصل التدفق شمالًا. وفي وسط هذا الشكل S بين صحراء بيوضة جنوبًا والصحراء النوبية شمالًا، تجبر التضاريس النيل على الانقسام إلى عدد كبير من الروافد التي تشكل واحة نهرية خصبة مكونة من جزر صخرية صغيرة وصفها المسافر جراي (GRAY) (1949: 120) بالكلمات التالية: "حيث أن [الزراعة] في وادي النيل عادة [...] تقتصر على الحزام على ضفتين ترسب عليهما النهر الطمي ، في منطقة الشلال هذه، حيث تتوزع الجزر مثل قطيع من الماعز، قد يصل عدد ضفاف الأنهار المغطاة بالطمي في أي مسافة 10 كيلومترات إلى اثنتي عشرة". سيتم غمر دار المناصير تباعا بمشروع سد مروي .

## الحدود

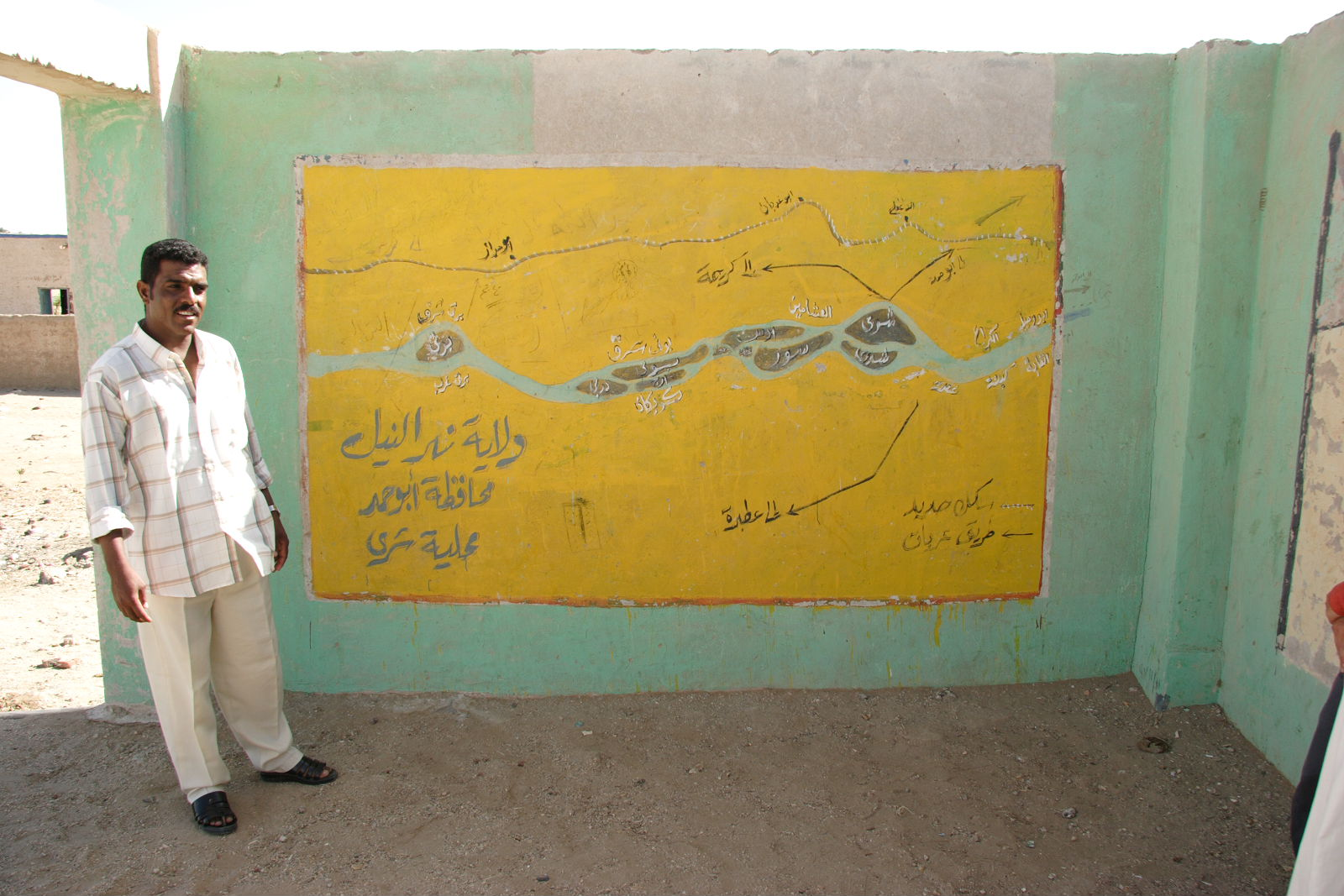
الخريطة المحلية لدار المناصير بالشعري

دار المناصير محصورة بقبيلة الرباطاب التي تعيش في المنبع في منطقة قبيلة أبو حمد (33.18° شرقا) وقبيلة الشايقية عند المصب بعد قرية بيرتي (32.15° شرقًا). وتغطي دار المناصير مسافة 130 تقريبًا كيلومتراً على طول نهر النيل، وتصطف معظم القرى على طول الضفة اليسرى للنهر والتي تسمى "الجانب الغربي". لكن قلب دار المناصير يتكون من 14 جزيرة، اثنتا عشرة منها مأهولة بشكل دائم؛ القناويت، وشري، وكدر ، وشرري، وسور، واوز، والتبت (…)، ودماج، وبوني، وأرج، ودربي وبرتي.

## المناخ
المناخ جاف مع هطول أمطار سنوية تبلغ حوالي 50 ملم في السنوات الجيدة. إن الكمية الدقيقة والتوزيع المكاني لهطول الأمطار خلال موسم الأمطار في الأشهر من أغسطس حتى أكتوبر متغير للغاية وبالتالي لا يمكن التنبؤ به. يتزامن موسم الأمطار مع موسم فيضان النيل (راجع صالح 1999: 9).

## اقتصاد
يمارس المناصير الزراعة على نطاق صغير في المنطقة المجاورة مباشرة لنهر النيل. يتم ري وزراعة جيوب صغيرة من الرواسب الغرينية والأراضي الواقعة على ضفاف النهر المغمورة موسمياً. أهم المحاصيل النقدية في المنطقة هي التمور (راجع زراعة التمر في دار المناصير ). خلال مواسم الأمطار الجيدة، التي تكثر فيها المراعي، ينضم العديد من ذكور المناصير إلى أفراد قبيلتهم في صحراء بيوضة المجاورة.

## إدارة

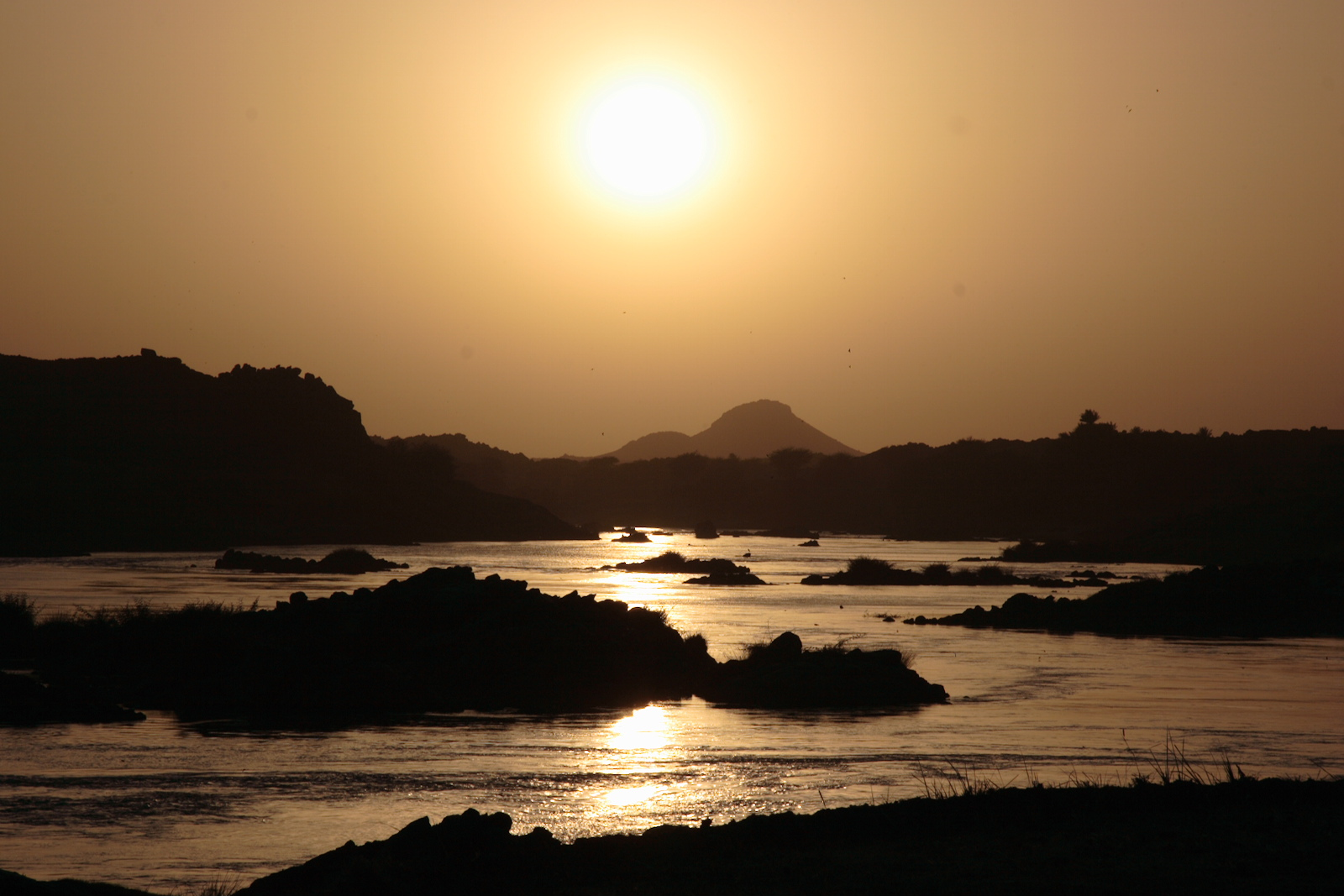
غروب الشمس فوق دار المناصير

تنتمي دار المناصير سياسياً إلى ولاية نهر النيل. المركز الإداري الذي يضم مركز الشرطة المحلي الوحيد وفرع البنك الزراعي والمدارس الثانوية للجنسين هو شري
وتعتبر دار المناصير من أكثر المناطق إهمالاً في شمال السودان . وبصرف النظر عن المؤسسات التعليمية الأساسية، لا توجد أي بنية تحتية عامة مثل الطرق المعبدة أو الجسور أو قوارب العبارات والمستشفيات. لكن المناصير يدركون أيضًا مزايا هذا الوضع ويصفونها من حيث الأمان والصدق الاستثنائيين ، الهدوء جمال بلدهم سمح ونظافة الماء الذي يشربونه مباشرة من النيل. المناظر الطبيعية، التي وصفها إينيس (1931: 184) بأنها الاكثرجمالاً على طول نهر النيل، صخرية ورائعة ويشير إليها السكان بسعادة باسم حجرنا
وستتعرض دار المناصير بكل قراها وأراضيها الزراعية للفيضانات تباعا خلال الأشهر المقبلة بمشروع سد مروي . سيتم نقل سكانها، لكن منطقة النقل المحددة لا تزال غير واضحة وهي مسألة نقاش مستمر.

## معرض الصور

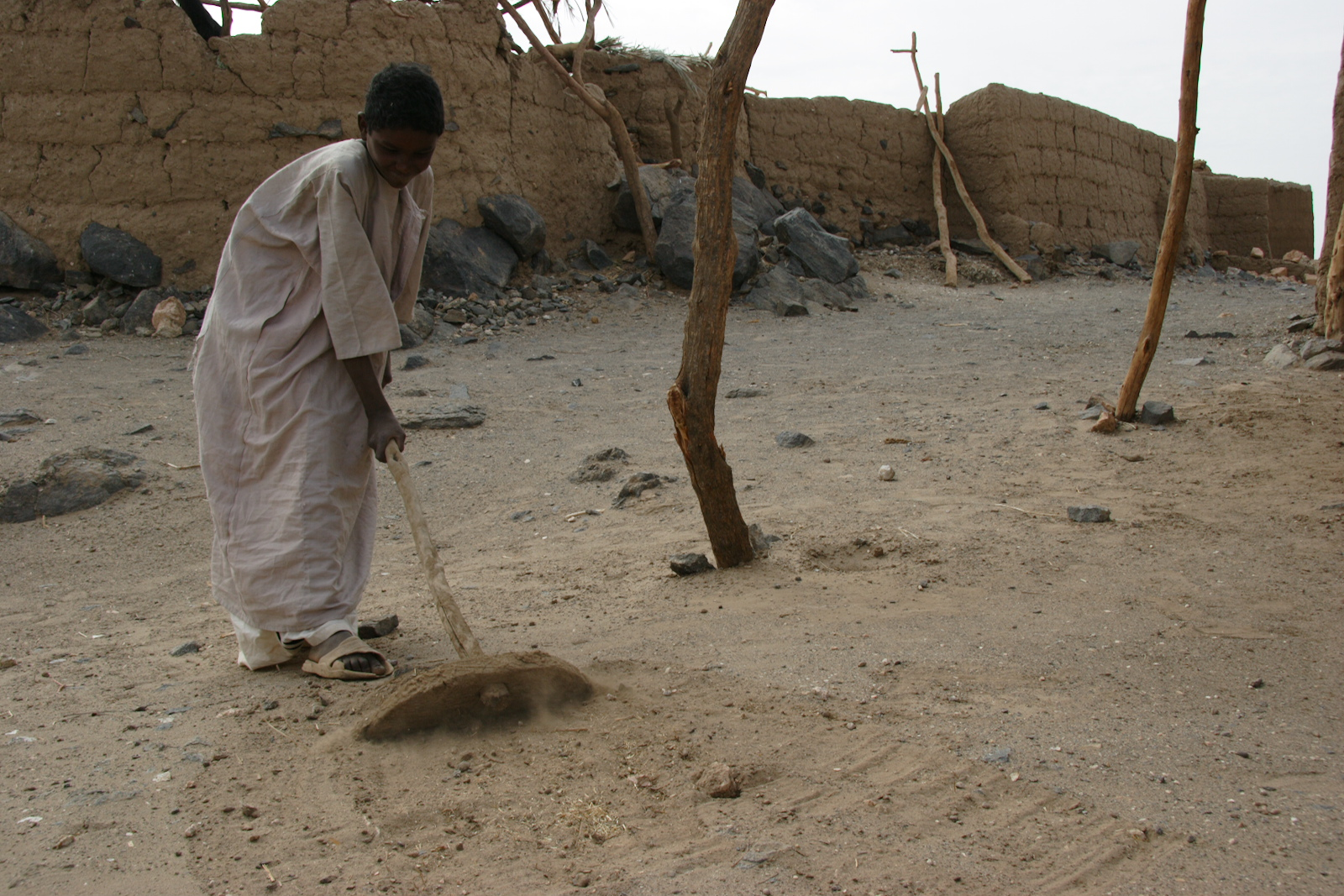
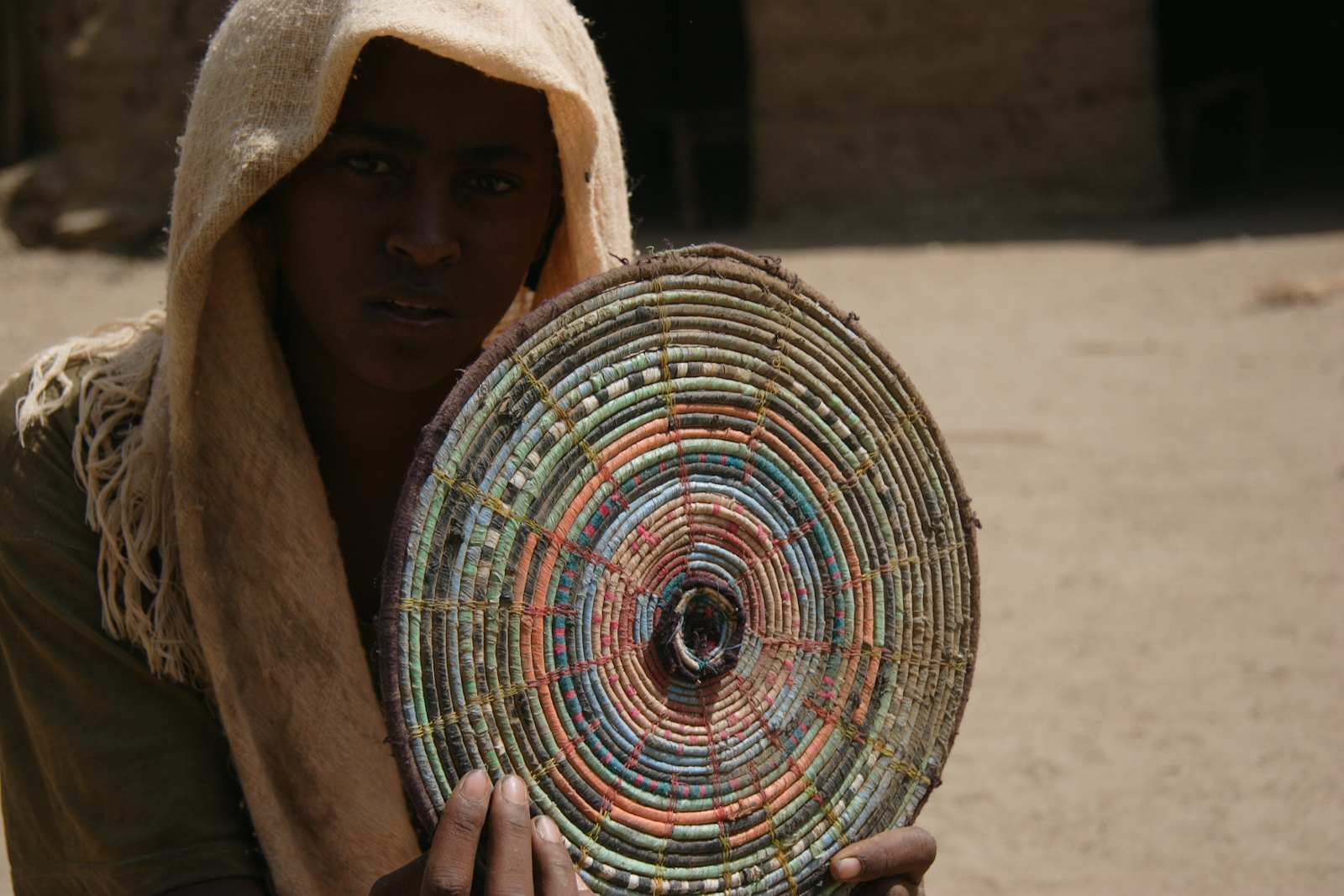
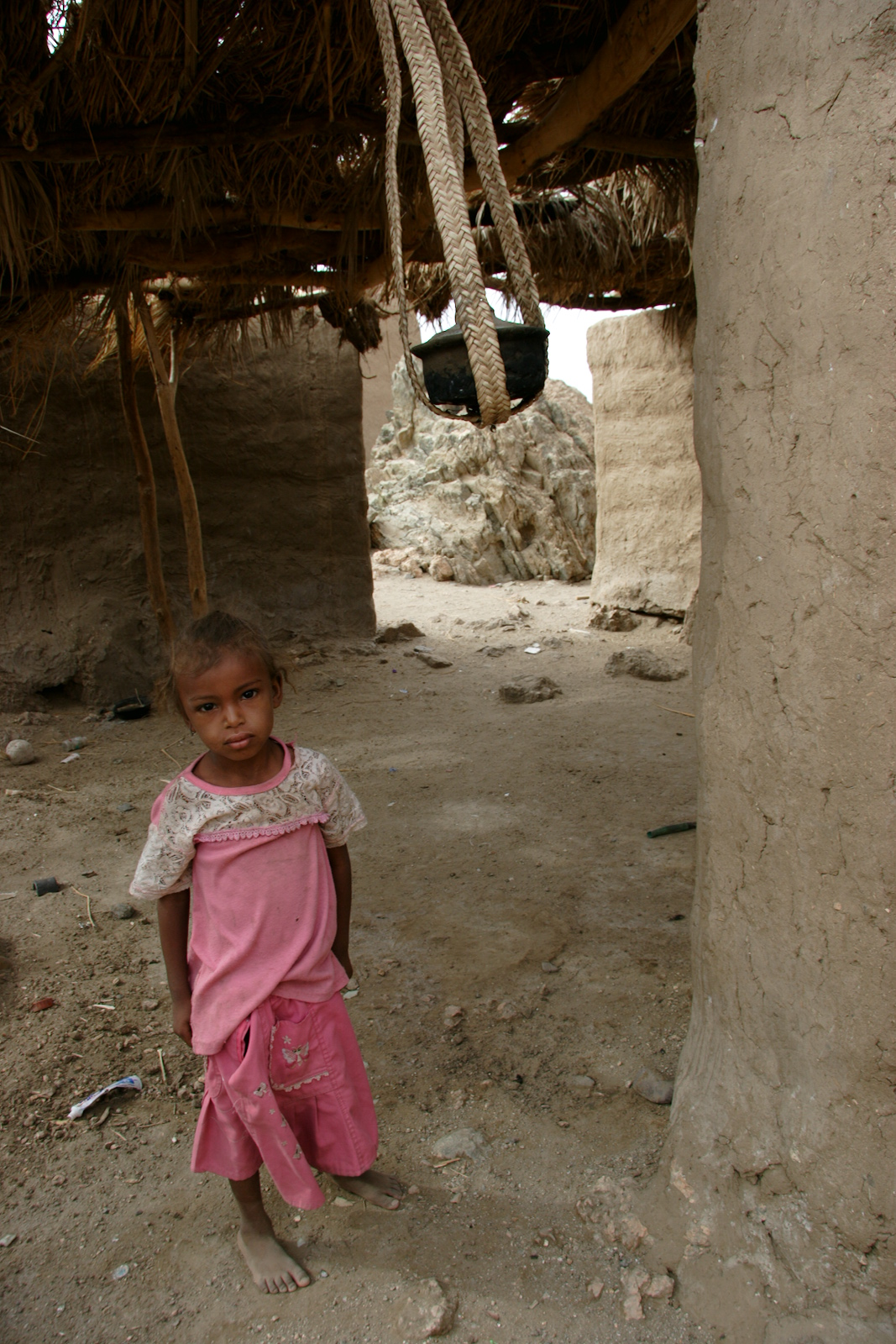
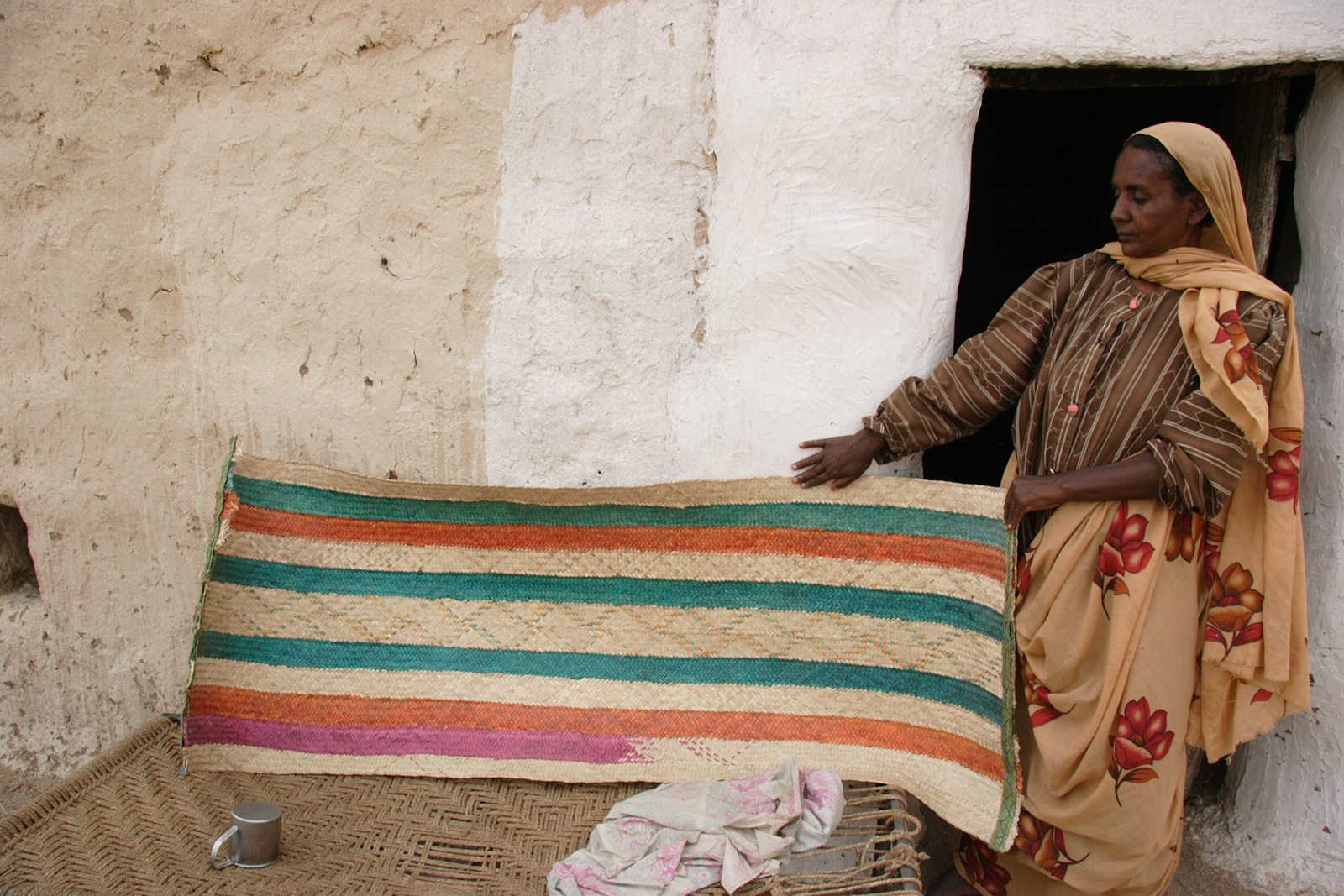
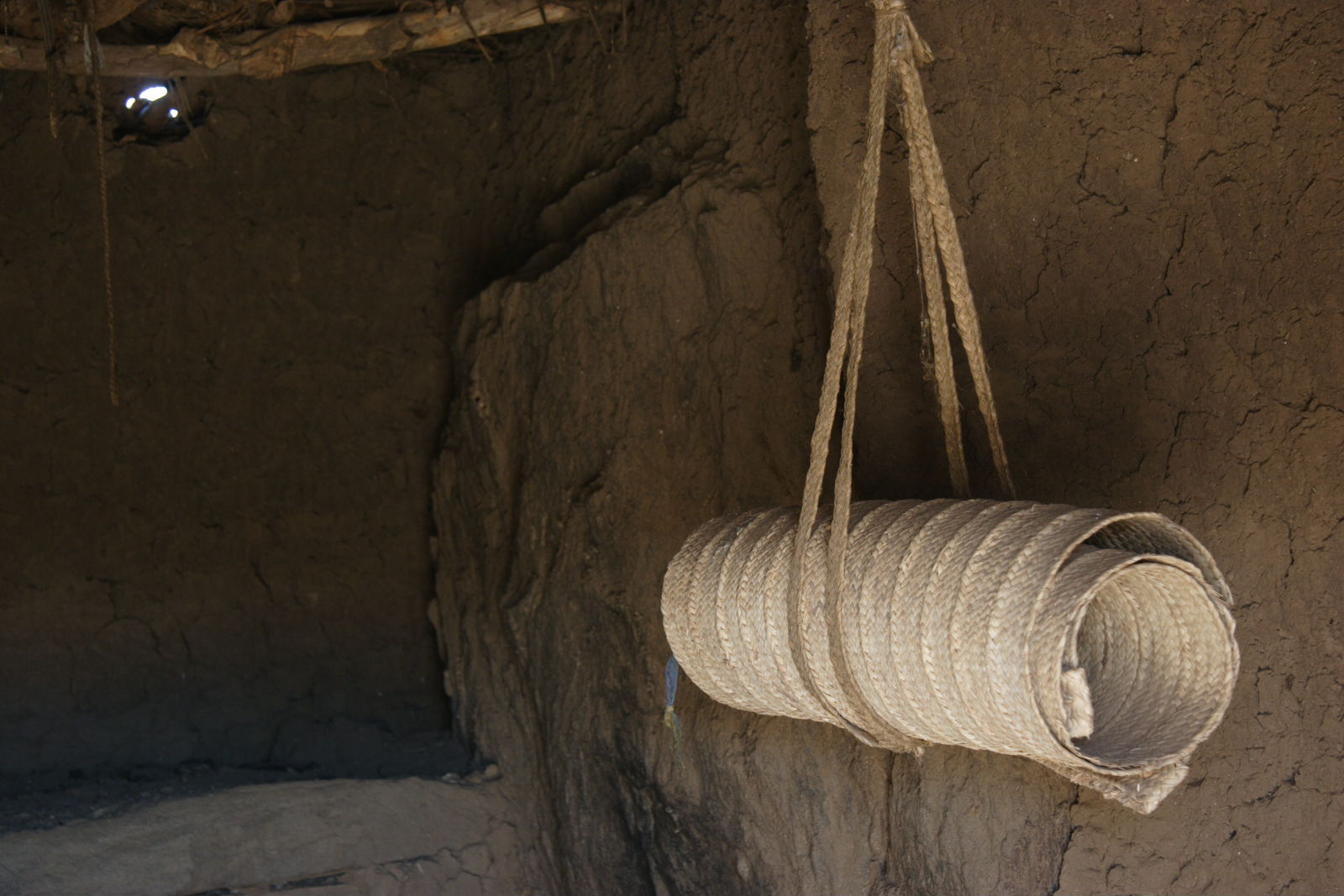
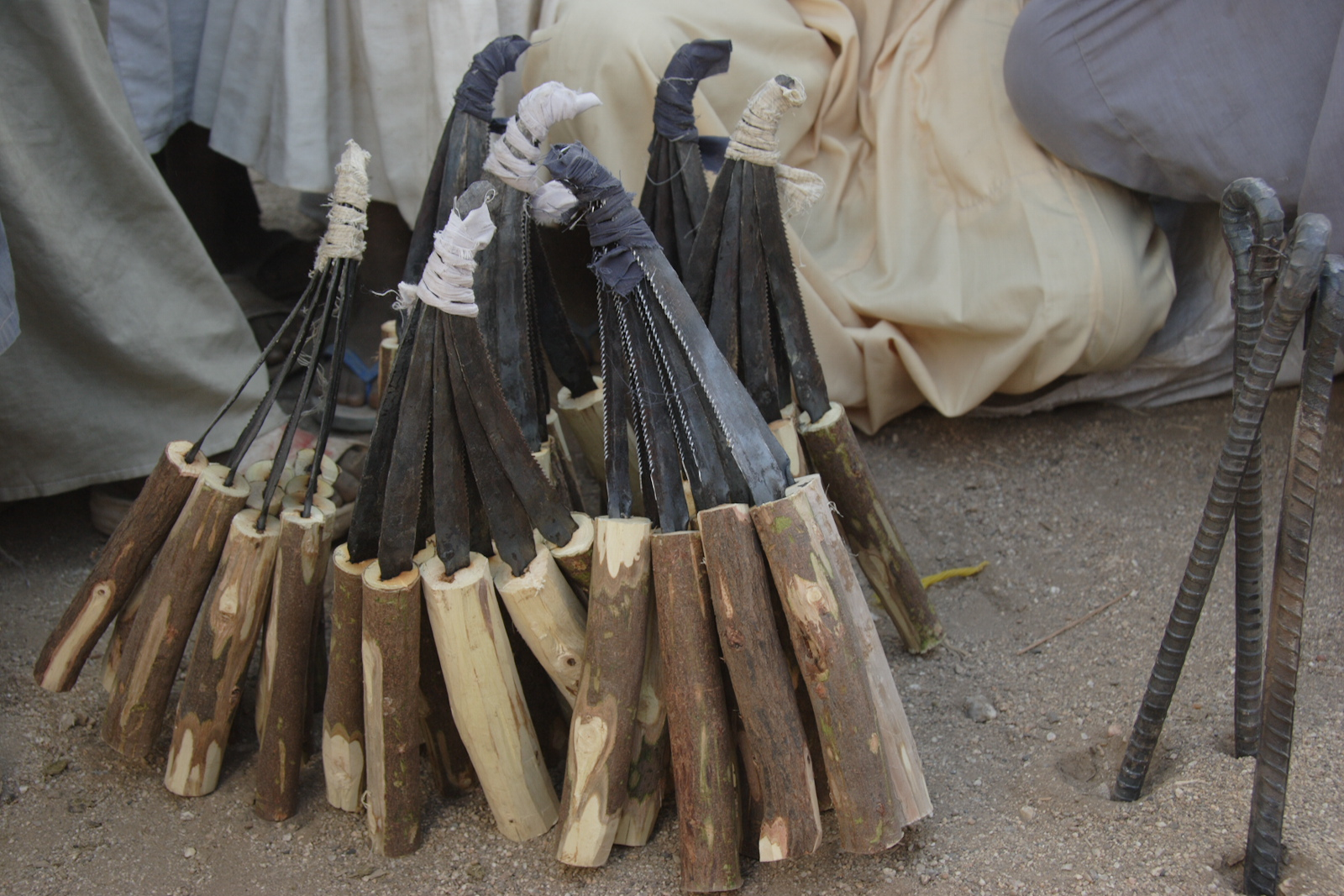
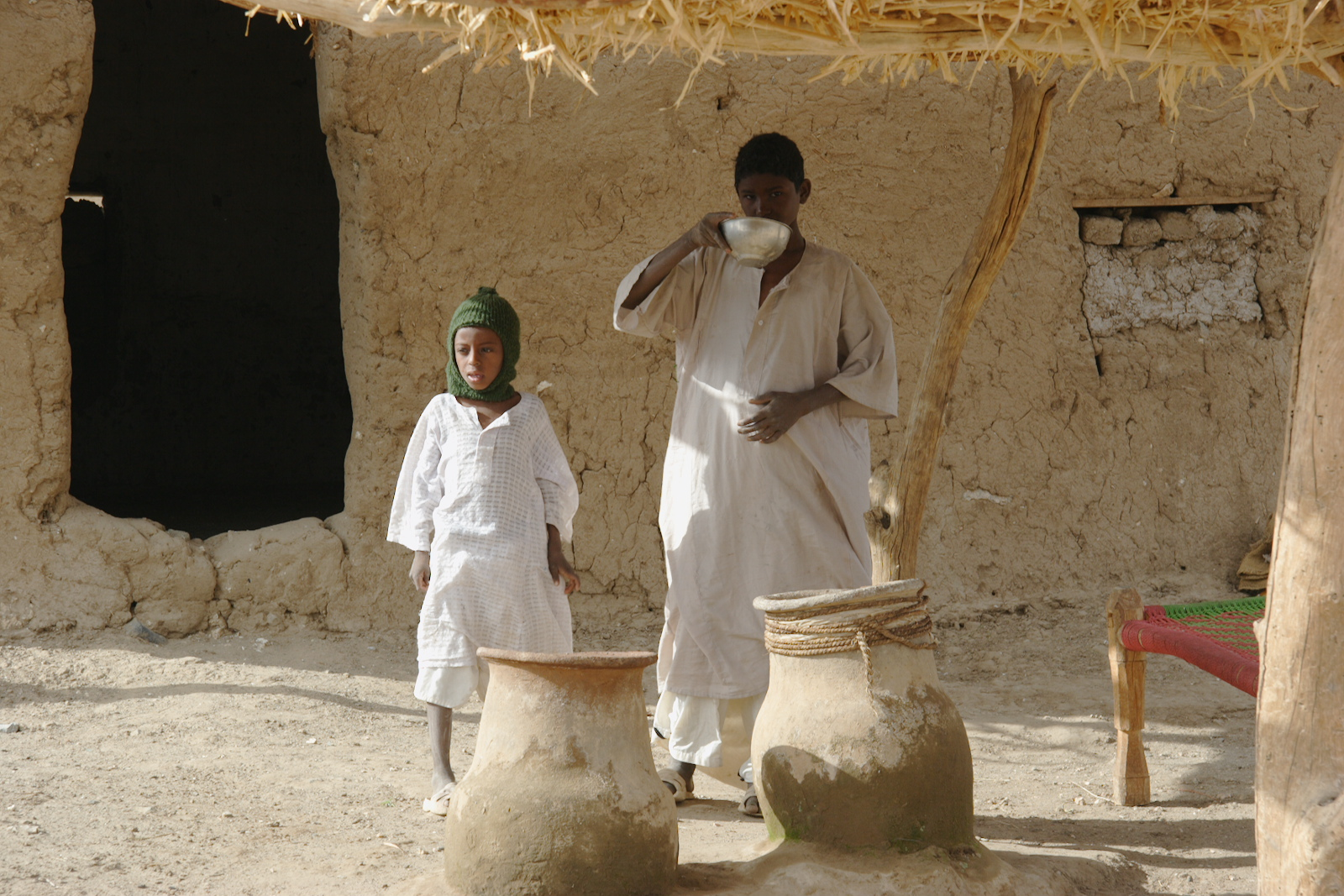

## أنظر أيضا
- زراعة التمور في دار المناصير